# Birenbach
Birenbach település Németországban, azon belül Baden-Württembergben. Lakosainak száma 1919 fő (2023. december 31.).

## Népesség
A település népessége az elmúlt években az alábbi módon változott:
| Lakosok száma | 666  | 1016 | 1380 | 1564 | 1658 | 1827 | 1915 | 1857 | 1878 | 1919 |
|               | 1961 | 1967 | 1974 | 1980 | 1987 | 1993 | 2000 | 2006 | 2013 | 2023 |